# (8151) Andranada
(8151) Andranada (1986 PK6) – planetoida z pasa głównego asteroid okrążająca Słońce w ciągu 3,37 lat w średniej odległości 2,25 au. Odkryta 12 sierpnia 1986 roku.